# Каменчук, Матвей Поликарпович
Матвей Поликарпович Каменчук (1909—1978) — советский военачальник, генерал-лейтенант инженерных войск.

## Начальная биография
Окончил семиклассную школу в 1925 году и два курса профессиональной технической школы.

## Служба в РККА
В сентябре 1928 года призван на службу в РККА и направлен для обучения в военно-инженерную школу. После окончания в 1932 году Ленинградской объединённой Краснознаменной военно-инженерной школы имени Коминтерна был назначен командиром взвода 3-го отдельного учебного автотранспортного батальона. В марте 1933 года назначен заведующим саперно-маскировочным обучением 3-го отдельного учебного автотранспортного батальона. В январе 1934 года назначен командиром роты 7-го отдельного инженерно-аэродромного батальона Киевского военного округа. 26 января 1936 года присвоено звание старшего лейтенанта. В июне-декабре 1937 года временно исполнял обязанности начальника штаба батальона. С марта 1939 года преподавал инженерное дело в Киевском артиллерийском училище. 25 апреля 1939 года присвоено звание капитана. В ноябре 1939 года назначен помощником начальника 1-го отделения отдела инженерных войск Киевского особого военного округа. В сентябре 1940 года назначен старшим инженером маскировки инженерного управления Киевского особого военного округа.

## Участие в Великой Отечественной войне
В начале войны капитан Каменчук занимал должность старшего помощника начальника оперативного отдела инженерного управления Юго-Западного фронта. Принимал участие в обороне мостов через реки Днепр, Припять и Десну. 25 августа 1941 года во время обороны города Остёра подорвал мосты через реку Десна и не допустил захвата города. В должности начальника 1-го (оперативного) отдела штаба инженерных войск Юго-Западного фронта майор Каменчук провел огромную работу по формированию и укомплектованию инженерных частей фронта и «за проявленное мужество и отвагу» приказом войскам Юго-Западного фронта был награждён медалью «За отвагу».
В июле 1942 года назначен начальником штаба инженерных войск 57-й армии, в составе войск которой участвовал в обороне Сталинграда. 23 августа 1942 года присвоено звание подполковника. В сентябре 1942 года назначен начальником инженерных войск сформированной 24-й армии Сталинградского фронта. В ноябре 1942 года предписанием начальника инженерных войск Донского фронта назначен исполняющим обязаности начальника инженерных войск 65-й армии, участвовал в оборонительных действиях на правом берегу Дона.
В декабре 1942 года назначен командиром 61-й отдельной инженерно-саперной бригады. Силами бригады были восстановлены мосты через реку Миус и организовано инженерное обеспечение наступления 5-й ударной армии в ходе Миусской операции. В ходе одного из боев подполковник Каменчук был ранен и «за храбрость, решительность и умение работать» приказом войскам Южного фронта был награждён орденом Отечественной войны II степени.
В мае 1943 года 61-я инженерно-саперная бригада была переформирована в 14-ю штурмовую инженерно-саперную бригаду. Командуя 14-й штурмовой инженерно-саперной бригадой, в июле-сентябре 1943 года сдерживал применением заграждений попытки прорыва танков у Верхней Ольшанки, обеспечил разграждение в полосе наступления 5-й гвардейской армии и 5-й танковой армии, под огнем противника восстановил мост в районе Яковлево и «за личную храбрость и умелое руководство» 18 октября 1943 года приказом войскам Воронежского фронта был награждён орденом Александра Невского.
В ноябре 1943 года назначен начальником инженерных войск — заместителем командующего 3-й гвардейской танковой армии с присвоением звания полковника. За образцовое инженерное обеспечение действий армии при освобождении города Житомира был награждён орденом Красного Знамени, а за образцовое выполнение боевых заданий по инженерному обеспечению освобождения Львова и Перемышля награждён вторым орденом Красного Знамени. За выслугу лет награждён орденом Красной Звезды.
За отличную организацию работы по разминированию минных полей, по инженерному обеспечению частей в ходе наступательных действий армии во время проведения Сандомирско-Силезской операции награждён орденом Богдана Хмельницкого II степени. За хорошо поставленную работу по инженерному обеспечению частей, что способствовало быстрому продвижению частей армии, вторжению в Берлин и овладению им был награждён орденом Кутузова I степени.

## Дальнейшая служба
После переформирования 3-й гвардейской армии был назначен начальником инженерных войск — заместителем командующего 3-й гвардейской механизированной армией в составе группы советских оккупационных войск в Германии. В мае 1947 года 3-я гвардейская армия была переформирована в 3-ю гвардейскую отдельную кадровую танковую дивизию, а полковник Каменчук назначен начальником инженерной службы дивизии. В августе 1948 года назначен начальником инженерных войск 1-й гвардейской механизированной армии. 11 мая 1949 года присвоено звание генерал-майора инженерных войск. 20 июня 1949 года награждён за выслугу лет орденом Красного Знамени. В марте 1950 года назначен начальником инженерных войск Белорусского военного округа. Окончил Высшие академические курсы при Военно-инженерной академии. 3 ноября 1953 года награждён за выслугу лет орденом Ленина. 8 августа 1955 года присвоено звание генерал-лейтенанта инженерных войск. В сентябре 1960 года назначен начальником инженерных войск Уральского военного округа.
В марте 1962 года назначен начальником научно-технического управления — заместителем начальника штаба Гражданской обороны СССР. 5 сентября 1964 года назначен исполняющим должность председателя Научно-технического комитета Гражданской обороны СССР. 19 марта 1965 года зачислен в распоряжение начальника Гражданской обороны СССР. 1 сентября 1965 года уволен в запас по болезни.